# Marco Dodoni
Marco Dodoni (Verona, 5 settembre 1972) è un pesista italiano, 5 volte campione nazionale: 2 volte outdoor (2005, 2013) e 3 volte indoor (2005, 2006, 2013).
Allenato da Giovanni Tubini, si è arruolato l'11 maggio 1992 nel corpo della Forestale.

## Biografia
Nel 2002 ha partecipato ai campionati europei indoor di Vienna fermandosi però al turno di qualificazione con un lancio a 18,65 metri che lo relegò in ventunesima posizione.
Nel mese di agosto dello stesso anno ha preso parte ai campionati europei di Monaco
fermandosi ancora una volta al turno di qualificazione (23º con 17,82).
Nel 2005 ha preso parte ai campionati europei indoor di Madrid raggiungendo però solo la diciassettesima posizione con 18,91 metri.
Il 28 febbraio 2013, dopo aver conquistato il titolo nazionale al coperto battendo Paolo Dal Soglio per pochi centimetri, prende parte ai campionati europei indoor a Göteborg.
Conclude in ventiduesima posizione con un lancio a 17,65 metri.

## Progressione

### Getto del peso outdoor
| Stagione | Risultato | Luogo             | Data      | Rank. Mond. |
| -------- | --------- | ----------------- | --------- | ----------- |
| 2014     | 17,78 m   | Conegliano        | 20-6-2014 | -           |
| 2013     | 18,39 m   | Milano            | 27-7-2013 | 203º        |
| 2012     | 17,72 m   | Caprino Veronese  | 9-6-2012  | 325º        |
| 2011     | 17,90 m   | Gavardo           | 21-5-2011 | 234º        |
| 2010     | 18,55 m   | Arzana            | 7-9-2010  | 146º        |
| 2009     | 18,43 m   | Faenza            | 16-9-2009 | 166º        |
| 2008     | 18,35 m   | Cagliari          | 19-7-2008 | 176º        |
| 2007     | 19,03 m   | Rezzato           | 11-7-2007 | 111º        |
| 2006     | 19,06 m   | Pergine Valsugana | 15-7-2006 | 96º         |
| 2005     | 19,58 m   | Savona            | 22-5-2005 | 66º         |
| 2004     | 19,81 m   | Viterbo           | 20-5-2004 | 59º         |
| 2003     | 18,85 m   | Modena            | 25-4-2003 | 102º        |
| 2002     | 19,58 m   | Roma              | 19-5-2002 | 61º         |
| 2001     | 19,51 m   | Italia (bandiera) | -         | -           |
| 2000     | 19,03 m   | Modena            | 27-6-2000 | 97º         |
| 1999     | 19,61 m   | Italia (bandiera) | -         | -           |
| 1998     | 18,63 m   | Nembro            | 15-7-1998 | 112º        |
| 1997     | 17,63 m   | Borgo Valsugana   | 25-7-1997 | 225º        |
| 1996     | 18,26 m   | Italia (bandiera) | -         | -           |
| 1995     | 18,24 m   | Italia (bandiera) | -         | -           |
| 1994     | 18,59 m   | Italia (bandiera) | -         | -           |
| 1993     | 18,22 m   | Italia (bandiera) | -         | -           |
| 1992     | 16,58 m   | Italia (bandiera) | -         | -           |
| 1991     | 15,72 m   | Italia (bandiera) | -         | -           |
| 1990     | 15,08 m   | Italia (bandiera) | -         | -           |

### Getto del peso indoor
| Stagione | Risultato | Luogo  | Data      | Rank. Mond. |
| -------- | --------- | ------ | --------- | ----------- |
| 2014     | 18,28 m   | Schio  | 9-1-2014  | -           |
| 2013     | 18,12 m   | Schio  | 2-2-2013  | 167º        |
| 2012     | 18,33 m   | Schio  | 28-1-2012 | -           |
| 2010     | 19,02 m   | Schio  | 20-2-2010 | 62º         |
| 2009     | 19,04 m   | Schio  | 26-2-2009 | 57º         |
| 2008     | 17,83 m   | Genova | 24-2-2008 | 150º        |
| 2007     | 19,21 m   | Schio  | 10-2-2007 | 53º         |
| 2006     | 19,32 m   | Schio  | 28-1-2006 | 52º         |
| 2005     | 19,85 m   | Schio  | 27-1-2005 | 20º         |
| 2004     | 18,85 m   | Schio  | 31-1-2004 | 63º         |
| 2003     | 19,13 m   | Genova | 2-3-2003  | 51º         |
| 2002     | 19,42 m   | Genova | 17-2-2002 | 40º         |
| 2001     | 19,65 m   | Torino | 25-2-2001 | 24º         |
| 2000     | 19,04 m   | Schio  | 26-1-2000 | 43º         |
| 1999     | 19,41 m   | Genova | 21-2-1999 | 28º         |
| 1998     | 18,04 m   | Schio  | 8-1-1998  | 109º        |
| 1997     | 18,21 m   | Genova | 23-2-1997 | 88º         |

## Palmarès
| Anno | Manifestazione          | Sede     | Evento         | Risultato | Misura  | Note |
| ---- | ----------------------- | -------- | -------------- | --------- | ------- | ---- |
| 2001 | Giochi del Mediterraneo | Tunisi   | Getto del peso | 4º        | 18,63 m |      |
| 2005 | Giochi del Mediterraneo | Almería  | Getto del peso | 7º        | 18,43 m |      |
| 2013 | Europei indoor          | Göteborg | Getto del peso | 22º (q)   | 17,65 m |      |

## Campionati nazionali
- 2 volte campione nazionale nel getto del peso (2005, 2013)
- 3 volte campione nazionale indoor nel getto del peso (2005, 2006, 2013)

1996
- 4º ai Campionati italiani assoluti, getto del peso - 18,12 m

1997
- 6º ai Campionati italiani assoluti indoor, getto del peso - 18,21 m

1999
- Bronzo ai Campionati italiani assoluti indoor, getto del peso - 19,41 m
- Argento ai Campionati italiani assoluti, getto del peso - 19,03 m

2000
- Argento ai Campionati italiani assoluti indoor, getto del peso - 18,88 m

2001
- Argento ai Campionati italiani assoluti indoor, getto del peso - 19,65 m

2002
- Argento ai Campionati italiani assoluti indoor, getto del peso - 19,42 m
- Argento ai Campionati italiani assoluti, getto del peso - 18,65 m

2003
- Argento ai Campionati italiani assoluti indoor, getto del peso - 19,13 m
- Argento ai Campionati italiani assoluti, getto del peso - 18,35 m

2004
- Bronzo ai Campionati italiani assoluti indoor, getto del peso - 18,84 m
- Argento ai Campionati italiani assoluti, getto del peso - 19,48 m

2005
- Oro ai Campionati italiani assoluti indoor, getto del peso - 19,72 m
- Oro ai Campionati italiani assoluti, getto del peso - 18,93 m

2006
- Oro ai Campionati italiani assoluti indoor, getto del peso - 19,28 m
- Argento ai Campionati italiani assoluti, getto del peso - 18,89 m

2007
- Argento ai Campionati italiani assoluti indoor, getto del peso - 18,88 m
- 4º ai Campionati italiani assoluti, getto del peso - 18,29 m

2008
- Bronzo ai Campionati italiani assoluti indoor, getto del peso - 17,83 m
- 4º ai Campionati italiani assoluti, getto del peso - 18,35 m

2009
- Argento ai Campionati italiani assoluti indoor, getto del peso - 18,47 m
- 4º ai Campionati italiani assoluti, getto del peso - 17,82 m

2010
- 5º ai Campionati italiani assoluti indoor, getto del peso - 17,56 m
- Argento ai Campionati italiani assoluti, getto del peso - 18,10 m

2011
- Bronzo ai Campionati italiani assoluti, getto del peso - 17,41 m

2012
- 5º ai Campionati italiani assoluti indoor, getto del peso - 17,62 m
- Bronzo ai Campionati italiani assoluti, getto del peso - 17,53 m

2013
- Oro ai Campionati italiani assoluti indoor, getto del peso - 18,31 m
- Oro ai Campionati italiani assoluti, getto del peso - 18,39 m

2014
- Bronzo ai Campionati italiani assoluti indoor, getto del peso - 17,84 m
- Bronzo ai Campionati italiani assoluti, getto del peso - 17,51 m

## Altre competizioni internazionali
1994
- 9º al Golden Gala ( Roma), getto del peso - 17,94 m

1995
- 8º al Golden Gala ( Roma), getto del peso - 17,51 m

1999
- Bronzo al Palio della Quercia ( Rovereto), getto del peso - 18,70 m

2000
- 6º all'Osaka Grand Prix ( Osaka), getto del peso - 18,34 m

2001
- 14º in Coppa Europa invernale di lanci ( Nizza), getto del peso - 18,01 m

2002
- 9º in Coppa Europa invernale di lanci ( Pola), getto del peso - 19,08 m
- 7º al Qatar Athletic Super Grand Prix ( Doha), getto del peso - 19,42 m
- 7º alla Notturna di Milano ( Milano), getto del peso - 19,37 m

2003
- 8º alla Meeting Città di Padova ( Padova), getto del peso - 18,48 m

2004
- 7º in Coppa Europa invernale di lanci ( Malta), getto del peso - 18,58 m
- 6º al Qatar Athletic Super Grand Prix ( Doha), getto del peso - 18,54 m
- 5º alla Meeting Città di Padova ( Padova), getto del peso - 19,11 m
- Bronzo al Palio della Quercia ( Rovereto), getto del peso - 18,78 m

2005
- 9º al Meeting Cagigal ( Madrid), getto del peso - 18,81 m
- 10º in Coppa Europa invernale di lanci ( Mersin), getto del peso - 18,78 m
- 7º in Coppa Europa ( Firenze), getto del peso - 19,15 m
- 6º al DécaNation ( Parigi), getto del peso - 17,55 m

2006
- 7º in Coppa Europa indoor ( Liévin), getto del peso - 18,98 m
- 16º in Coppa Europa invernale di lanci ( Tel Aviv), getto del peso - 17,87 m
- 9º in Coppa Europa ( Malaga), getto del peso - 18,47 m
- Bronzo alla Meeting Città di Padova ( Padova), getto del peso - 18,32 m

2008
- 6º al Meeting Lille Metropole ( Villeneuve d'Ascq), getto del peso - 17,55 m

2009
- Bronzo alla Meeting Città di Padova ( Padova), getto del peso - 17,36 m

2010
- 10º agli Europei a squadre ( Bergen), getto del peso - 18,36 m
- 7º al Golden Meeting - Northern Region ( Tangeri), getto del peso - 17,74 m
- Bronzo alla Meeting Città di Padova ( Padova), getto del peso - 18,35 m
- Argento al Meeting Terra Sarda ( Cagliari), getto del peso - 18,55 m
- 6º al DécaNation ( Annecy), getto del peso - 17,56 m

2011
- Bronzo al CAA Grand Prix ( Brazzaville), getto del peso - 19,25 m

2012
- 4º al 17º Meeting Via col... Vento ( Donnas), getto del peso - 17,51 m

2013
- 12º in Coppa Europa invernale di lanci ( Castellón de la Plana), getto del peso - 17,34 m
- 5º al Meeting Terra Sarda ( Cagliari), getto del peso - 18,33 m
- 11º agli Europei a squadre ( Gateshead), getto del peso - 16,73 m
- Oro al XXVI Memorial Giovanni Maria Idda  ( Ponzano Veneto), getto del peso - 18,01 m
- 4º al 18º Meeting Via col... Vento ( Donnas), getto del peso - 17,86 m
- 7º al XXVII Meeting di Padova ( Padova), getto del peso - 16,88 m
- 7º al Rieti Meeting ( Rieti), getto del peso - 16,85 m

2014
- Oro al Trofeo Carla Sport ( Schio), getto del peso - 18,06 m